# 신조촌 (와카야마현)
신조촌(新庄村)은 와카야마현 니시무로군에 설치되었던 촌이다. 현재의 다나베시에 해당한다.